# Modjo
Modjo è stato un duo musicale francese di musica house composto dal produttore Romain Tranchart e dal cantante Yann Destagnol, conosciuto anche come Yann Destal. Formatosi nel 1998, la loro attività è proseguita per quattro anni, fino al 2002.
Sono conosciuti soprattutto per il successo europeo del singolo Lady (Hear Me Tonight), del 2000.

## Storia
Romain Tranchart, nato a Parigi, nella sua infanzia si è trasferito in Messico e Algeria, fino a stabilirsi in Brasile. Qui ha cominciato a suonare la chitarra ed è entrato a far parte di un gruppo musicale rock che però si è sciolto in poco tempo. Ha cominciato così ad appassionarsi alla musica house e, influenzato da artisti come DJ Sneak, Ian Pooley e Daft Punk, ha inciso il suo primo singolo per la casa discografica Vertigo Records con il nome d'arte Funk Legacy, nel 1998. Poco dopo ha deciso di entrare nella Scuola americana di musica moderna di Parigi.
Yann Destagnol, anche lui parigino, ha imparato a suonare flauto e clarinetto quando era ancora bambino e da grande, influenzato dai Beatles, The Beach Boys e David Bowie, ha avviato una carriera da cantante. In seguito ha imparato anche a suonare il pianoforte e la chitarra.
I due si sono incontrati nel 1998 e avviarono subito il progetto Modjo; hanno cominciato a registrare e a produrre la loro prima canzone, Lady (Hear Me Tonight), che ha riscosso un ottimo successo in tutta l'Europa nel 2000 raggiungendo i primi posti di numerosi paesi, tra cui il Regno Unito, ed è diventato uno dei tormentoni estivi di quell'anno. Questo singolo è stato seguito da altri che però ricevettero un'accoglienza decisamente più moderata da parte del pubblico.
Dopo la pubblicazione dell'album eponimo Modjo e di alcuni singoli, la loro collaborazione è terminata e i due si sono dedicati a progetti separati: Romain Tranchart si occupa di remix mentre Yann Destal ha inciso un album di cover dei Queen ottenendo un buon successo in Francia.
Nel 2013 il loro singolo Lady (Hear Me Tonight) è stato utilizzato da Rockstar Games per la colonna sonora del videogioco Grand Theft Auto V.

## Discografia

### Album in studio
- 2001 – Modjo

### Singoli
- 2000 – Lady (Hear Me Tonight)
- 2001 – Chillin'
- 2001 – What I Mean
- 2001 – No More Tears
- 2002 – On Fire